# Châu Âu, Trung Đông và Châu Phi

EMEA được đánh dấu trên bản đồ thế giới.

EMEA, viết tắt của Europe - Middle East - Africa, có nghĩa là "Châu Âu, Trung Đông và Châu Phi" (hay "Âu - Trung Đông - Phi"). Là một khu vực địa lý thường được sử dụng trong các lĩnh vực kinh doanh, truyền thông, tiếp thị toàn cầu, cũng như trong các tổ chức và chính phủ, đặc biệt phổ biến trong giới kinh doanh Bắc Mỹ. Thuật ngữ EMEA là cách viết tắt nhằm chỉ gộp ba khu vực địa lý gồm toàn bộ lục địa Châu Âu, Châu Phi và khu vực Trung Đông.
Như tên gọi cho thấy, khu vực EMEA bao gồm tất cả các quốc gia thuộc hai châu lục Châu Âu và Châu Phi, cùng với các quốc gia trong khu vực Trung Đông. Về phạm vi địa lý, thuật ngữ này thường được hiểu là bao gồm toàn bộ các quốc gia Châu Âu và Châu Phi, mở rộng về phía Đông đến Iran và bao gồm một phần lãnh thổ của Nga. Thông thường, các vùng lãnh thổ hải ngoại của những quốc gia thuộc khu vực này — chẳng hạn như Guyane thuộc Pháp — không được tính vào khái niệm EMEA. Tuy vậy, đây không phải là một khái niệm có ranh giới xác định rõ ràng; trong thực tế, các tổ chức và doanh nghiệp có thể linh hoạt điều chỉnh danh sách quốc gia thuộc EMEA tùy theo mục đích và bối cảnh sử dụng.
Một trong những lý do khiến thuật ngữ EMEA được sử dụng rộng rãi trong kinh doanh là bởi phần lớn các quốc gia trong khu vực này nằm trong bốn múi giờ chính, qua đó tạo điều kiện thuận lợi cho việc liên lạc, điều phối và di chuyển trong khu vực.
Thuật ngữ liên quan "EMEAA" dùng để chỉ "Châu Âu, Trung Đông, Châu Phi và Châu Á".

## Ảnh hưởng lịch sử
Sự hình thành của thuật ngữ EMEA không đơn thuần chỉ là một cách phân chia địa lý hiện đại mà còn bắt nguồn từ bề dày ảnh hưởng lịch sử và mối quan hệ gắn bó lâu dài giữa Châu Âu, Trung Đông và Châu Phi, đặc biệt trong bối cảnh các tuyến giao thương xuyên lục địa. Kênh đào Suez, được khánh thành vào năm 1869, đã đánh dấu một bước ngoặt mang tính bước ngoặt trong lịch sử thương mại toàn cầu. Công trình này mở ra một hành lang hàng hải trực tiếp nối liền Châu Âu với Ấn Độ Dương và các thị trường Đông Á, thay thế cho các tuyến đường vòng qua Mũi Hảo Vọng vốn tốn kém thời gian và chi phí. Chính sự kết nối chiến lược này đã tạo điều kiện để Đế quốc Anh mở rộng ảnh hưởng tại Ai Cập, nhờ việc thiết lập một tuyến thông thương ngắn hơn, nhanh hơn giữa Anh và Ấn Độ – viên ngọc quý trong đế chế thuộc địa của họ. Tầm ảnh hưởng này được duy trì và củng cố trong khuôn khổ Pax Britannica – giai đoạn cuối thế kỷ XIX khi Anh Quốc trở thành cường quốc hải quân áp đảo, kiểm soát phần lớn các tuyến hàng hải toàn cầu, đồng thời đảm bảo một trật tự tương đối ổn định cho thương mại quốc tế.

## Các khu vực liên quan
- Đông Âu, Trung Đông và Châu Phi (EEMEA). Một số công ty doanh nghiệp Đông Âu tách khu vực của họ khỏi phần còn lại của Châu Âu và đề cập đến khu vực EEMEA tách biệt với khu vực Tây / Trung Âu (EU / EFTA)
- Nam Âu, Trung Đông và Châu Phi (SEMEA)
- Đông Nam Âu, Trung Đông và Châu Phi (SEEMEA)
- Trung và Đông Âu (CEE)
- Trung Âu, Trung Đông và Châu Phi (CEMEA) [6]
- Trung Đông và Bắc Phi (MENA)
- Trung Đông, Bắc Phi, Afghanistan và Pakistan (MENAP)
- Châu Âu, Trung Đông và Bắc Phi (EUMENA hoặc EMENA)
- Châu Âu, Trung Đông, Ấn Độ và Châu Phi (EMEIA hoặc EMIA)
- Châu Âu, Trung Đông, Châu Phi và Cộng đồng các quốc gia độc lập (EMEACIS)
- Châu Âu, Trung Đông, Châu Phi và Caribê (EMEAC)
- Cộng đồng các quốc gia độc lập (CIS), xung quanh Biển Đen và Biển Caspi
- Bắc Đại Tây Dương và Trung Âu (NACE)
- Trung và Đông Âu, Trung Đông và Châu Phi (CEMA) [7]
- Châu Âu, Thế giới Ả Rập, Châu Phi và Châu Mỹ Latinh

## Các khu vực cấu thành
Khu vực Châu Âu, Trung Đông và Châu Phi bao gồm:

### Châu Âu

#### Đông Âu
- Belarus
- Bulgaria
- Cộng hòa Séc
- Estonia
- Georgia
- Hungary
- Latvia
- Lithuania
- Moldova
- Ba Lan
- Romania
- Nga
- Slovakia
- Ukraina
- Armenia
- Azerbaijan
- Kazakhstan
- Kyrgyzstan
- Tajikistan
- Turkmenistan
- Uzbekistan

#### Bắc Âu
- Đan Mạch
- Na Uy
- Iceland
- Cộng hòa Ireland
- Na Uy
- Thụy Điển
- Vương quốc Anh

#### Nam Âu
- Albania
- Bosnia và Herzegovina
- Croatia
- Síp
- Pháp
- Hy Lạp
- Ý
- Kosovo
- Malta
- Malta
- Montenegro
- Bắc Macedonia
- Bồ Đào Nha
- Serbia
- Slovenia
- Tây Ban Nha
- Thổ Nhĩ Kỳ

#### Tây Âu
- Áo
- Bỉ
- Đức
- Luxembourg
- Hà Lan
- Thụy Sĩ

### Trung Đông và Bắc Phi
- Algeria
- Bahrain
- Ai Cập
- Iran
- Iraq
- Israel
- Jordan
- Kuwait
- Li Băng
- Libya
- Ma Rốc
- Mauritania
- Oman
- Palestine
- Qatar
- Ả Rập Xê Út
- Sudan
- Syria
- Tunisia
- UAE
- Yemen

### Châu Phi Hạ Sahara

#### Đông Phi
- Burundi
- Djibouti
- Eritrea
- Ethiopia
- Kenya
- Rwanda
- Somalia
- Nam Sudan
- Sudan
- Tanzania
- Uganda

#### Trung Phi
- Cameroon
- Cộng hòa Trung Phi
- Chad
- Congo
- Cộng hòa Dân chủ Congo
- Guinea Xích Đạo
- Gabon
- São Tomé và Príncipe

#### Nam Phi
- Angola
- Botswana
- Comoros
- Eswatini
- Lesotho
- Madagascar
- Malawi
- Mauritius
- Mozambique
- Namibia
- Seychelles
- Nam Phi
- Zambia
- Zimbabwe

#### Tây Phi
- Benin
- Burkina Faso
- Cabo Verde
- Gambia
- Ghana
- Guinea
- Guinea-Bissau
- Bờ Biển Ngà
- Mali
- Mauritania
- Niger
- Nigeria
- Senegal
- Sierra Leone
- Togo